# Edwin Gordon
Edwin E. Gordon (ur. 14 września 1927 w Stamford, Connecticut, zm. 4 grudnia 2015 w Mason City (Iowa)) – amerykański muzyk jazzowy, pedagog, psycholog muzyki.

## Życiorys
Profesor na University of South Carolina w Columbii, w stanie Karolina Południowa.
Był badaczem, autorem licznych publikacji, testów uzdolnień muzycznych i książek, redaktorem wydań zbiorowych. W latach 1979–1995 był związany z Katedrą Badań Muzyczno-edukacyjnych im. Carla E. Seashore'a na Uniwersytecie Temple w Filadelfii.
W Polsce koncepcję sekwencyjnej teorii uczenia się muzyki autorstwa Gordona promuje m.in. Polskie Towarzystwo E. E. Gordona z siedzibą w Bydgoszczy, Fundacja Kreatywnej Edukacji oraz Instytut Gordonowski we Wrocławiu, które organizują m.in. warsztaty, kursy gordonowskie dla osób kierujących edukacją muzyczną małego dziecka, seminaria oraz projekty koncertowe, wydawnicze i edukacyjne na różnych poziomach wiekowych.